# ويكيبيديا اللنغالية
ويكيبيديا اللنغالية هي النسخة اللنغالية من موسوعة ويكيبيديا. تأسست عام 2004.

## الإحصائيات
| عدد المستخدمين المسجلين | عدد المستخدمين النشيطين | عدد المقالات | صفحات المحتوى | عدد التعديلات | عدد الملفات المرفوعة | عدد الإداريين |
| ----------------------- | ----------------------- | ------------ | ------------- | ------------- | -------------------- | ------------- |
| 14٬333                  | 34                      | 4٬734        | 11٬251        | 132٬164       | 34                   | 4             |

## التاريخ
- سبتمبر 2005 - أنشئت المقالة رقم 100.[3]
- ديسمبر 2007 - أنشئت المقالة رقم 1000.[3]
- يناير 2013 - أنشئت المقالة رقم 2000.[4]